# Laufenburg (Baden)
Laufenburg település Németországban, azon belül Baden-Württembergben. Lakosainak száma 9182 fő (2023. december 31.). Laufenburg Laufenburg községgel határos.

## Népesség
A település népessége az elmúlt években az alábbi módon változott:
| Lakosok száma | 6013 | 6778 | 7383 | 7061 | 7255 | 8088 | 8358 | 8571 | 8739 | 9182 |
|               | 1961 | 1967 | 1974 | 1980 | 1987 | 1993 | 2000 | 2006 | 2013 | 2023 |